# Харламова, Любовь Анатольевна
Любовь Анатольевна Харла́мова (род. 2 марта 1981 года) — российская бегунья, выступающая в беге на 3000 м с препятствиями. Победительница чемпионата России по лёгкой атлетике 2010 года (бег 3000 м с/п с результатом 9.30,75).